# Naše štetje let
Naše štetje let oziroma naše štetje (okrajšano n. št.) je koledarska doba, ki jo uporablja večina sodobnega sveta, dosledno pa tisti del, ki izhaja iz evropske kulturne tradicije. Štetje let se nanaša na Sončeva leta. Značilnost tega sistema štetja je tudi, da ne vsebuje leta nič, tako je neposredno pred letom 1 našega štetja leto 1 pred našim štetjem (leto 1 pr. n. št.), enako sledi prvemu stoletju pred našim štetjem prvo stoletje našega štetja.
»Naše štetje« let je predlagal Dionizij Mali, skitski menih iz Dobrudže v 6. stoletju. Namesto prej običajnih štetij, ki so se v Evropi večinoma nanašali na mejnike staro-rimske zgodovine, je kot izhodišče za štetje postavil Jezusovo rojstvo, kot ga je razbral iz Svetega pisma. Uveljavljeno je bilo štetje Anno Domini (kratica AD), dobesedno Leto Gospodovo, oziroma po Kristusu. 
Kristjani Kristusovega rojstva ne obhajajo 1. januarja, prav tako pa kronološke raziskave kažejo na verjetnost, da se je Jezus Kristus rodil več let pred začetkom našega štetja.